# Kalyanamitta
Kalyāṇamitta, Kalyanamitta, Kalyanamittata (pi kalyāṇa/schön, moralisch gut, vorzüglich, hilfreich + mitta/Freund, „Einer, dem man folgt“) oder vorzüglicher Freund bezeichnet den, oder die, Freunde und Lehrer am Pfad des Dhammas und wird von Buddha als der wichtigste äußere Umstand für eine gute Entwicklung und als das Grunderfordernis für die Entwicklung der „Flügel zum Selbst-Erwachen“ (pi bodhi-pakkhiya-dhammā) bezeichnet.
Der Ausdruck Freund steht in diesem Zusammenhang auch für Lehrer, Einweiser, Mentor, aber auch vorbildhafte Gefährten in der Ausübung der Dhamma-Praxis. Auf der Suche nach einem vorzüglichen Freund, wird zumindest nach Ebenbürtigen gesucht, doch strebt man nach einem, der überlegen ist. Ein Fortschritt ist jedenfalls nur im Umgang mit Besseren zu erwarten, und der Umgang mit Personen, die einem unterlegen sind, lässt Abfall in den Tugenden erwarten. Sollte man keinen zumindest ebenbürtigen Freund oder Lehrer finden, eine Person, die in Tugend, Konzentration oder Einsicht sowie Erlangungen auf dem Pfad voraus ist, so empfiehlt der Buddha zu vielen Gelegenheiten, alleine den Pfad der Ausübung weiter zu gehen.
Als Kalyāṇamittas versteht man nicht gewöhnliche Freunde, wie jene, mit denen man Vergnügungen nachgeht, oder jene, die einem im Konflikt parteiergreifend zur Seite stehen, sondern jene, die einen davon abhalten, langfristig Unkluges zu tun. Im Sigalovada Sutta beschreibt der Buddha einem jungen Mann zahlreiche Kennzeichen für Feinde in der Verkleidung eines Freundes.

„Wenn man eine Person findet, die einem die eigenen Fehler aufzeigt und einen tadelt, sollte man solch einem Weisen und scharfsinnigen Berater folgen, wie man einem Führer zu einem versteckten Schatz folgt.“

Die Eigenschaften eines vorzüglichen Freundes für eine Laienperson und jedermann „welcher Tugend angetan sind“, werden mit:
- Er spricht mit Ihnen, verwickelt Sie in Gespräche.
- Er fördert großartiges Vertrauen in das Prinzip von kamma, in jenen, die großartiges Vertrauen besitzen,
- großartige Tugend; in jenen, die großartige Tugend besitzen,
- großartige Großzügigkeit, in jenen, die großartige Großzügigkeit besitzen
- und großartige Einsicht in jenen, die großartige Einsicht besitzen,[10] angeführt.

Für einen guten Freund wird auch die Bezeichnung Nissaya (pi für Boden, Grund, Grundlage, Verbindung) verwendet. Dieser Begriff findet sich in den Regeln der Mönche und Nonnen (Vinaya) wieder und wird für die Person, den für die Einweihung erforderlichen Einweiser, verwendet. Dieser Einweiser bzw. gute Freund, hat verschiedene Mindesteigenschaften zu haben und sollte im Idealfall eine Person sein, die Eigenschaften wie ein Arahat (erwachte Person) aufweist.
Entgegen dem allgemeinen stark verbreiteten Glauben, dass Nissaya (oft auch als Synonym für Glück), oder der Guru sich von selbst einstellt und auf einen zukommt, muss man entsprechend den Lehren Buddhas, nach seinem Glück bedacht und aufmerksam selbst suchen.

„Und wie, …, ist ein Mönch begabt mit nissaya? Hier nun, …, was da wissensreiche, mit der Lehre wohlvertraute Mönche sind, Kenner der Lehre, der Verhaltensethik und des Codes, an diese tritt ein Mönch von Zeit zu Zeit heran, befragt sie und erkundigt sich bei ihnen: 'Wie verhält sich das, Ehrwürdiger Herr? Was bedeutet das?' Und jene Ehrwürdigen erschließen ihm das Unerschlossene, erklären ihm das Unklare und beheben seine Zweifel in mancherlei zweifelhaften Fällen. So ist, …, ein Mönch begabt mit nissaya.“